# NGC 105

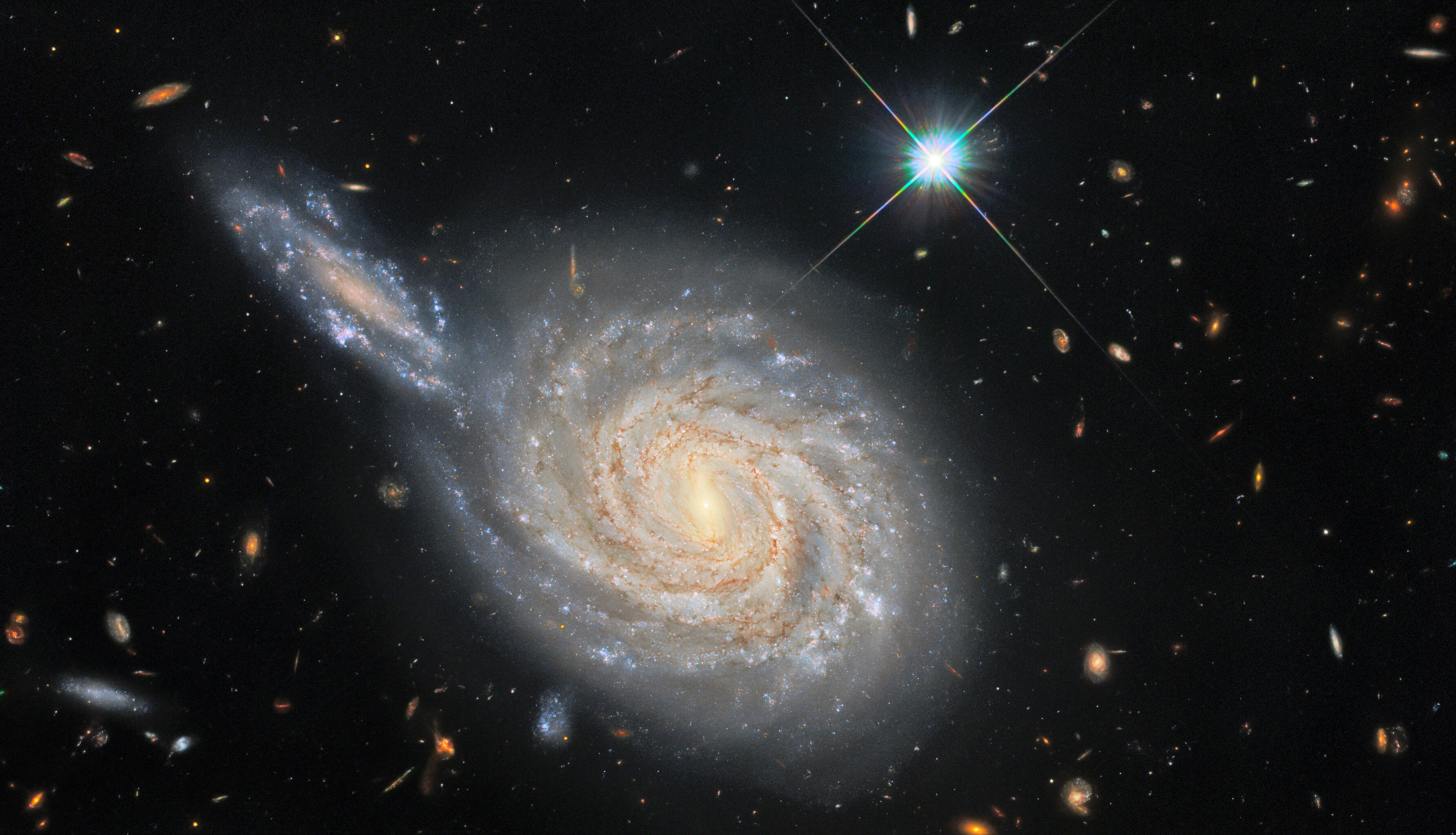
NGC 105 par le télescope spatial Hubble.

NGC 105 est une galaxie spirale située dans la constellation des Poissons. NGC 105 a été découverte par l'astronome français Édouard Stephan en 1886.

## Caractéristiques
Sa vitesse par rapport au fond diffus cosmologique est de 4 939 ± 36 km/s, ce qui correspond à une distance de Hubble de 72,9 ± 5,1 Mpc (∼238 millions d'al).
PGC 212515 à côté de NGC 105 est une galaxie beaucoup plus éloignée dont on connait peu de chose.
NGC 105 présente une large raie HI.
À ce jour, une douzaine de mesures non basées sur le décalage vers le rouge (redshift) donnent une distance de 68,767 ± 10,502 Mpc (∼224 millions d'al), ce qui est à l'intérieur des valeurs de la distance de Hubble.

## Supernova
Deux supernovas ont été découvertes dans NGC 105 : SN 1997cw et SN 2007A.

### SN 1997cw
Cette supernova a été découverte le  10 juillet par Q.-y. Qiao, Y.-l. Qiu, W.-d. Li, W. Zhou et J.-y. Hu Q.-y. Qiao, Y.-l. Qiu, W.-d. Li, W. Zhou and J.-y. Hu. Cette supernova était de type Ia.

### SN 2007A
Cette supernova a été découverte le 2 janvier conjointement par D. Madison et W. Li dans le cadre du programme conjoint LOSS/KAIT (Lick Observatory Supernova Search de l'Observatoire Lick et The Katzman Automatic Imaging Telescope de l'université de Californie à Berkeley, ainsi que par les astronomes amateurs américains Tim Puckett et Tom Orff. Cette supernova était de type Ia.